# Pasqualati-Haus

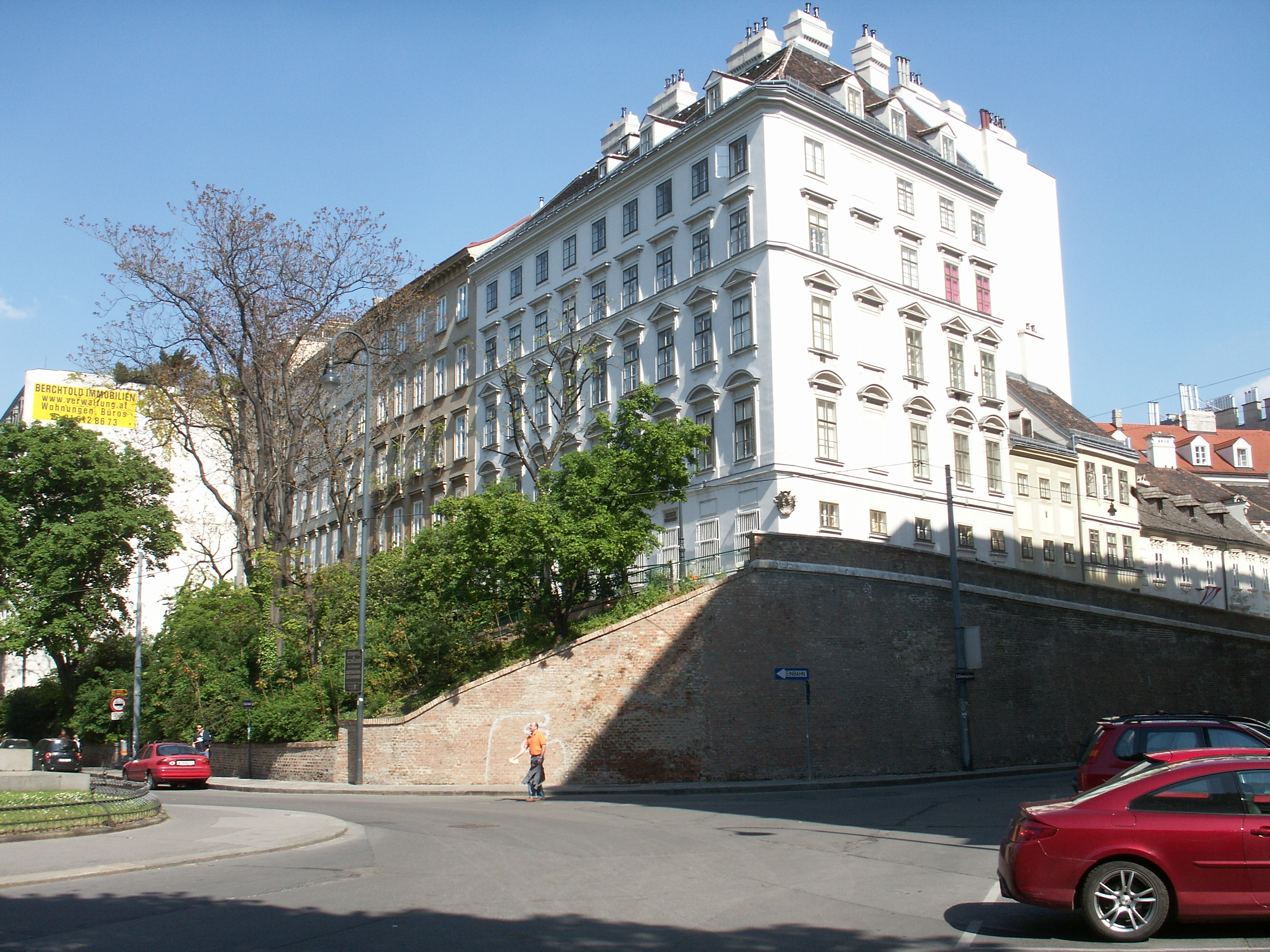
Pasqualati-Haus auf der Mölker Bastei in Wien

Das Pasqualati-Haus befindet sich im 1. Wiener Gemeindebezirk Innere Stadt an der Ecke Mölker Bastei 8/Schreyvogelgasse 16 in exponierter Lage auf der Rampe der ehemaligen Wiener Stadtbefestigung. In einer Nachbarwohnung von Ludwig van Beethovens ehemaligem Quartier befindet sich heute ein Museum.

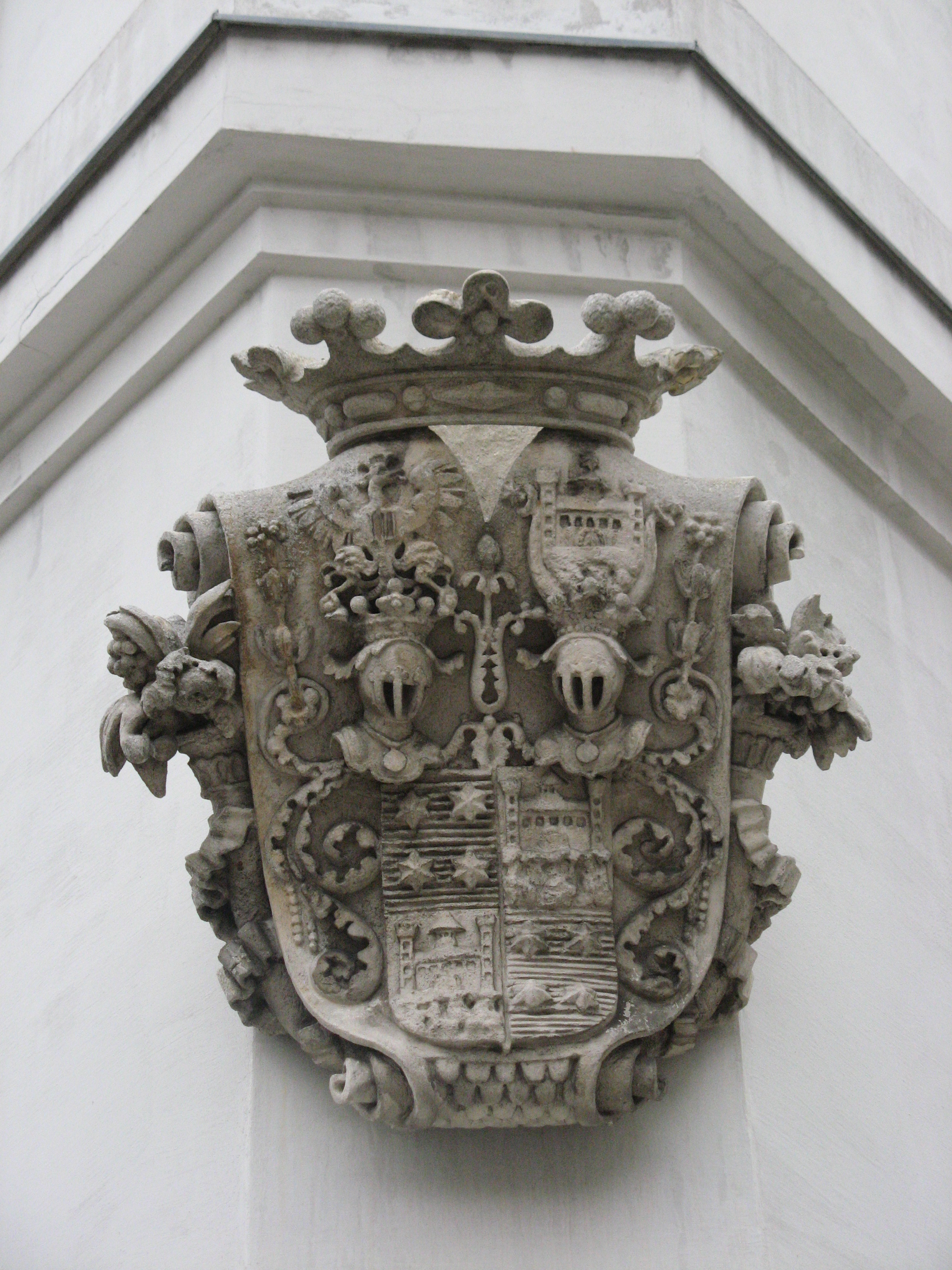
Wappen Pasqualatis an der Hausecke

## Geschichte
Das Haus wurde 1797 von Peter Mollner für den Leibarzt Maria Theresias Johann Baptist Freiherr von Pasqualati und Osterberg errichtet, indem zwei kleinere Wohnhäuser zu dem stattlichen Zinshaus vereinigt und aufgestockt wurden. In einem der früheren Gebäude befand sich eine Werkstatt für Steinbildhauer, im anderen wohnten Leander Graf Anguissola, kaiserlicher Oberingenieur, und Johann Jakob Marinoni, ein Hofmathematiker, die beide gemeinsam einen Plan von Wien herausgegeben haben. Außerdem waren sie die ersten Lehrer an der 1718 gegründeten Militär-Ingenieur-Akademie, für die sie in dem Haus Vorlesungen abhielten. In diesem Vorgängergebäude wohnten im Jahr 1770 auch die Komponisten Florian Gassmann und Antonio Salieri. Im gegenwärtigen Gebäude wohnte Ludwig van Beethoven mehrmals zwischen 1804 und 1815. Einige seiner bedeutendsten Werke entstanden hier, wie die 4., 5., 7. und 8. Symphonie, die Oper Fidelio, aber auch das Gelegenheitsstück Für Elise. Bettina Brentano besuchte Beethoven hier während seines zweiten Aufenthaltes und beschrieb das Treffen in ihrem Buch Goethes Briefwechsel mit einem Kinde. Von 1991 bis ca. 2000 wurde im Haus die musikwissenschaftliche Schriftenreihe Vom Pasqualatihaus herausgegeben. Seit 1947 befand sich das Adalbert-Stifter-Museum in drei Räumen des Pasqualatihauses.

## Baubeschreibung
Das Gebäude ist ein blockhaftes Eckhaus im klassizistischen Stil. An der Ecke befindet sich eine Wappenkartusche Pasqualatis. Das Rechteckportal mit Bauinschrift führt in eine Einfahrt und einen Innenhof mit Schmiedeeisenlaterne und Brunnen. Im Stiegenhaus mit Wendeltreppe aus Kaisersteinbrucher Stein befinden sich noch originale Geländer und Gittertüren aus Schmiedeeisen. Auch Dachstuhl und Kellergewölbe sind original aus der Entstehungszeit erhalten. Im Keller befinden sich Reste der Basteianlage. Eine Gedenktafel erinnert an Ludwig van Beethoven.

## Beethoven-Gedenkstätte

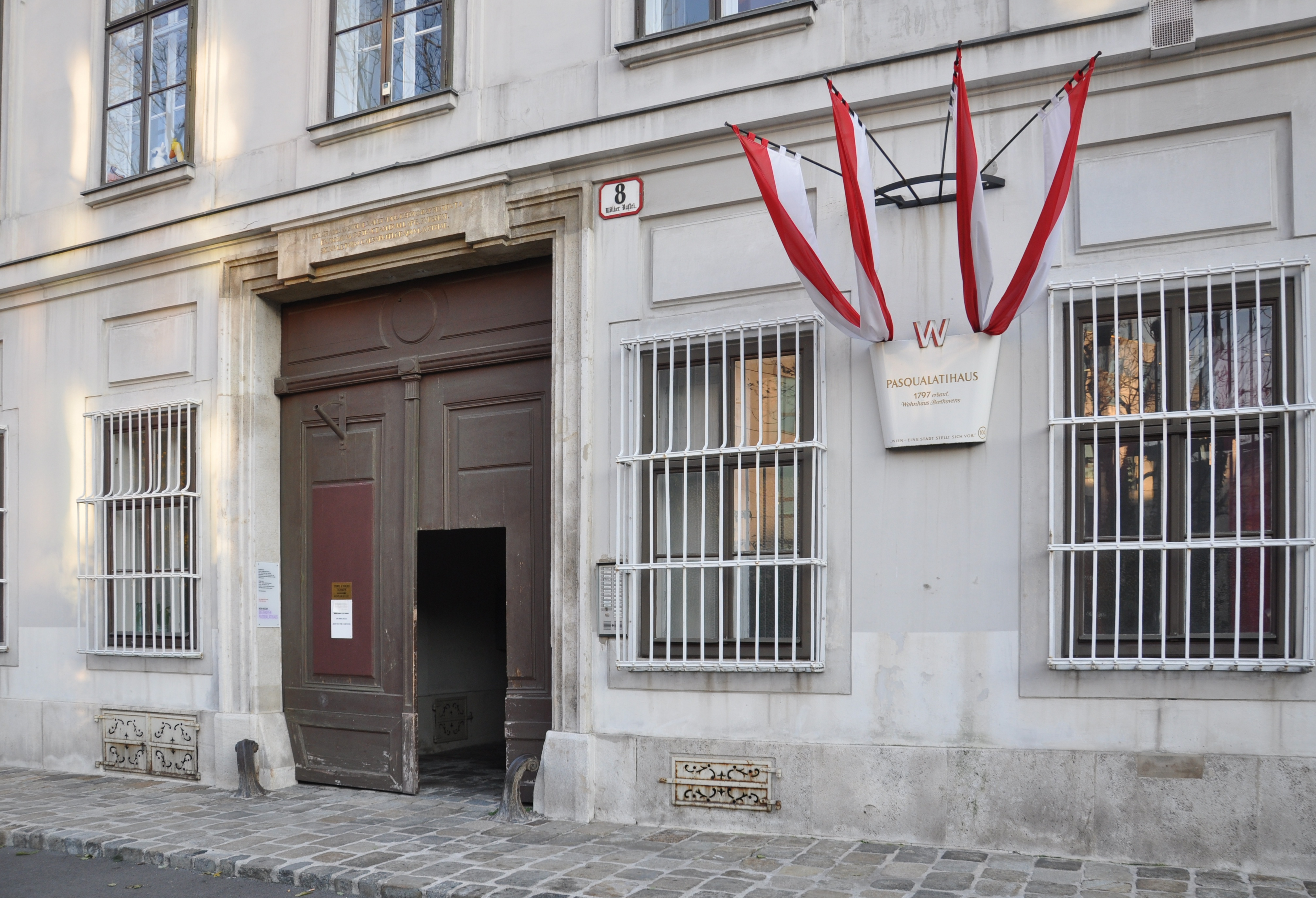
Hauseingang

In einer Wohnung im 4. Stock befindet sich eine 1997 von Elsa Prochazka gestaltete Gedenkstätte, in der das Porträt Beethovens von Willibrord Joseph Mähler aus dem Jahr 1804/05 und das Porträt Andreas Graf Rasumofskys von Johann Baptist Lampi dem Älteren aus dem Jahr 1814 zu sehen ist. Einige Gegenstände aus dem Besitz Beethovens, mehrere Faksimiles und Abbildungen aus Leben und Schaffen des Komponisten, sowie zwei Hörstationen mit der Musik Beethovens ergänzen das Angebot. Die eigentliche Wohnung Beethovens befindet sich gegenüber, kann aber, da sie vermietet ist, nicht gezeigt werden. Die Gedenkstätte gehört zum Wien Museum. Bauherr des barocken Gebäudes war  Johann Baptist Freiherr von Pasqualati und Osterberg, in seiner heutigen Form besteht es seit 1798. Pasqualati war Gönner von Ludwig van Beethoven, den er in seinem Haus acht Jahre lang (1804 bis 1808 und 1810 bis 1814) leben ließ.